# Strohkirchen
Strohkirchen là một đô thị ở huyện Ludwigslust, bang Mecklenburg-Vorpommern, Đức. Đô thị này có diện tích 14,78 km², dân số thời điểm 31 tháng 12 là 334 người.